# HAT-P-12b
HAT-P-12b是一颗位于猎犬座、距离地球465光年的系外行星，其母星是13星等K型恒星HAT-P-12。该行星是一颗热木星，会与其母星产生凌星现象。2009年4月29日，匈牙利自动望远镜网络项目发现了该行星。